# Перестюк Микола Миколайович
Мико́ла Микола́йович Перестю́к (24 липня 1992, м. Київ) — український актор театру та кіно.

## Життєпис
Народився 24 липня 1992 року у Києві. Навчався в УФМЛ імені Тараса Шевченка, який закінчив у 2009 році. Згодом вступив до механіко-математичного факультету КНУ імені Тараса Шевченка, закінчив магістратуру.
Вперше ступив на сцену у шкільному театрі, заснованому випускниками. Там за 3,5 роки зіграв у 8 спектаклях, серед яких — головна роль у п'єсі В. Шекспіра «Багато шуму з нічого».
За часи навчання в Університеті, на другому курсі, дізнався про Київський театр-студію імпровізації Чорний Квадрат, художнім керівником якого є Анатолій Нейолов, та про те, що в студії проходить набір на навчання. Микола вступає до студії в 2011 році та починає професійно займатися акторством.
Наступні кілька років пройшли в написанні етюдів та імпровізаціях. Майже кожної суботи він виходив на чорний квадратний оксамит, на честь якого і був названий театр. Микола є автором вистави «Любов буває двічі», у 2014 році його було прийнято до трупи театру.
В театрі Чорний Квадрат його вчителем був Михайло Костров, окрім імпровізації він навчав акторській майстерності на камеру. Микола почав зніматися в епізодах в серіалах.
Відвідував десятки акторських шкіл у Києві та їздив на майстерклас Бернарда Хіллера до Берліна.
Перший короткометражний фільм, у якому Микола зіграв головну роль, був знятий режисером Володимиром Маріниним та називався «Простолюдин. Відлік зворотній». Прем'єра цього фільму відбулася в травні 2014 року на Канському кінофестивалі в програмі short film corner.
В 2017 році Микола вперше знявся в головній ролі в фільмі «Історія Лізи», у якому розповідається історія дітей з синдромом дауна. Після закінчення зйомок цього фільму Миколу запрошують зіграти гімназиста Миколу Ганкевича в художньому фільмі-екшені «Крути 1918» режисера Олексія Шапарєва, який вийде у прокат восени 2018 року.
Починаючи з 2018 року знімає вайни з Віктором Зубом.

## Ролі у театрі
- «Любов буває двічі» / Коля / театр Чорний Квадрат / режисер Анатолій Нейолов
- «Любов не за віком» / Андрій / театр Чорний Квадрат / режисер Анатолій Нейолов
- «Страсті за Муракамі» / Офіціант / театр Чорний Квадрат / режисер Анатолій Нейолов
- «Чоловічий рід однина» / Луі / театр Чорний Квадрат / режисер Анатолій Нейолов
- «Маленький принц» / Маленький принц / Сергій Федорчук

## Фільмографія
- «Простолюдин. Відлік зворотній» / Ілля / (2014)
- «Про кішок та котів» / Вася / (2014)
- «Історія Лізи» / Андрій / (2018)
- «Крути 1918» / Микола Ганкевич / (2018)